# Dacnis flaviventer
Dacnis flaviventer là một loài chim trong họ Thraupidae.